# Lace and Whiskey
Lace and Whiskey è il decimo album pubblicato da Alice Cooper, nel 1977 per la Warner Bros.

## Tracce
Tutte le canzoni sono state scritte da Alice Cooper, Dick Wagner e Bob Ezrin, eccetto ove diversamente indicato.
1. It's Hot Tonight – 3:21
2. Lace and Whiskey – 3:14
3. Road Rats – 4:51
4. Damned If You Do – 3:14
5. You and Me – 5:07 (Cooper, Wagner)
6. King of the Silver Screen – 5:35
7. Ubangi Stomp – 2:12 (Chas Underwood)
8. (No More) Love at Your Convenience – 3:49
9. I Never Wrote Those Songs – 4:34
10. My God – 5:40

## Singoli
- 1977: You and Me
- 1977: (No More) Love At Your Convenience

## Formazione
- Alice Cooper - voce
- Dick Wagner - chitarra, voce
- Steve Hunter - chitarra
- Babbitt - basso
- Tony Levin - basso nelle tracce 2,4,7
- John Prakash - basso nella traccia 3
- Allan Schwartzberg - batteria
- Jim Gordon - batteria nelle tracce 3,4,5
- Jozef Chirowski - tastiere

## Classifica
Album - Billboard 200 (Nord America)
| Anno | Classifica    | Posizione |
| ---- | ------------- | --------- |
| 1977 | Billboard 200 | 42        |